# Korybut (herb książęcy)
Korybut – polski herb książęcy.

## Opis herbu

### Opis współczesny
Opis skonstruowany współcześnie brzmi następująco:
Na tarczy o polu czerwonym księżyc na opak, złoty, z krzyżem zdwojonym zaćwieczonym na barku takimż i z gwiazdą w środku złotą.
Płaszcz heraldyczny podbity gronostajem.
W klejnocie mitra książęca.

## Geneza
Herb Korybut znany jest historii od XV wieku i przynależy do starodawnych rodzin książęcych. Wielu historyków do XIX w. utrzymywało, że rodziny te są potomkami Korybuta Dymitra, wnuka Giedymina. Przeciw tej teorii stał Józef Wolff, który na podstawie rodowodu książąt litewskich stwierdził, że synowie Korybuta wymarli bezpotomnie, podając w ten sposób w wątpliwość pochodzenie owych domów książęcych od Korybuta . 
Nowe światło na pochodzenie danych rodów rzuciły badania genetyczne, na co uwagę zwrócił Mariusz Kowalski w dziele Księstwa Rzeczpospolitej z 2013 roku. Badaniom haplogrupy y-dna poddał się żyjący współcześnie przedstawiciel rodu Woronieckich herbu Korybut, wywodzących się od Nieświckich. Układ markerów zawartych w chromosomie Y Woronieckich okazał się identyczny z układem, jaki posiadają żyjący współcześnie przedstawiciele rodów wywodzących się niewątpliwie od Ruryka: Puzynowie, Massalscy, Gagarinowie, Kropotkinowie, Putiatynowie. 
Konstytucja sejmu walnego z 1581 roku wspomina m.in. o Wiśniowieckich wraz z tytułem książęcym.
Według Waldemara Grandwilewskiego herb Korybut ma 8 odmian i ma pochodzenie bizantyjskie (ruskie).

## Herbowni
Lista herbownych w artykule sporządzona została na podstawie wiarygodnych źródeł, zwłaszcza klasycznych i współczesnych herbarzy. Należy jednak zwrócić uwagę na częste zjawisko przypisywania rodom szlacheckim niewłaściwych herbów, szczególnie nasilone w czasie legitymacji szlachectwa przed zaborczymi heroldiami, co zostało następnie utrwalone w wydawanych kolejno herbarzach. Identyczność nazwiska nie musi oznaczać przynależności do danego rodu herbowego. Przynależność taką mogą bezspornie ustalić wyłącznie badania genealogiczne.
Pełna lista herbownych nie jest dziś możliwa do odtworzenia, także ze względu na zniszczenie i zaginięcie wielu akt i dokumentów w czasie II wojny światowej (m.in. w czasie powstania warszawskiego w 1944 spłonęło ponad 90% zasobu Archiwum Głównego w Warszawie, gdzie przechowywana była większość dokumentów staropolskich). Lista nazwisk znajdująca się w artykule pochodzi z Herbarza polskiego, Tadeusza Gajla (4 nazwiska). Występowanie na liście nazwiska nie musi oznaczać, że konkretna rodzina pieczętowała się herbem Korybut. Często te same nazwiska są własnością wielu rodzin reprezentujących wszystkie stany dawnej Rzeczypospolitej, tj. chłopów, mieszczan, szlachtę. Jest to dotychczas najpełniejsza lista herbownych, uzupełniana ciągle przez autora przy kolejnych wydaniach Herbarza. Tadeusz Gajl wymienia następujące nazwiska uprawnionych do używania herbu Korybut:

Korybut, Wiśniowiecki, Zbaraski, Zbarazki.

Waldemar Grandwilewski twierdzi, że Korybutem wraz z odmianami pieczętowało się 10 rodzin.

Według Herbarza polskiego Kaspra Niesieckiego, wydany przez Jana Nepomucena Bobrowicza, herbem Korybut posługiwał się też książęcy ród Zdanowiczów przyd. Nikitynicz.